# Pavla Jazairiová
Pavla Jazairiová [džazairiová], rozená Kochová (* 5. března 1945 Munster, Francie), je česká spisovatelka, reportérka, někdejší redaktorka zahraničního vysílání Československého, resp. Českého rozhlasu a tlumočnice.

## Život
Narodila se ve Francii české matce a nizozemskému otci. Dětství trávila střídavě ve Francii a v Československu, kam jezdila za prarodiči Páleníčkovými. Žila s matkou, otce viděla v životě jen několikrát. Do Československa se s matkou natrvalo vrátila ve věku 16 let.

### Rozhlas
Pracovala v redakci vysílání pro frankofonní Afriku, kam se také z vlastní iniciativy vypravila, čímž vznikl její zájem o tento kontinent. Z ideologických důvodů (odmítla vstoupit do Svazu mládeže a angažovat se během normalizace) musela z Československého rozhlasu odejít v roce 1971.

### Tlumočení
Jazairiová nějakou dobu pracovala jako prodavačka, později díky své znalosti francouzštiny tlumočila nejprve v Pražské informační službě (PIS), později pro Mezinárodní organizaci novinářů (MON). Stejně jako u ostatních tlumočníků nešlo o zaměstnanecký poměr, pouze o jednorázové smlouvy. Tlumočila například francouzskému kreslíři Jeanu Effelovi, jehož knihu Mezi námi zvířaty přeložila spolu se svým druhým manželem Janem Zaorálkem. V roce 1977 vydala svoji první knihu Sahara všedního dne.

### Návrat do rozhlasu
Pavla Jazairiová se vrátila do Československého rozhlasu v létě 1990, když zareagovala na nabídku nového šéfredaktora zahraničního zpravodajství Richarda Seemana. Nastoupila na pozici redaktor – komentátor a ve své zpravodajsko-publicistické činnosti se soustředila kromě oblasti Afriky také na oblast Blízkého a Středního Východu. Rozhlasem byla mnohokrát vyslána například do Izraele a Palestiny (v roce 2001 vydal Radioservis její knihu Izrael a Palestina, Palestina a Izrael).
V roce 1992 se stala odbornou redaktorkou v Hlavní redakci mezinárodního života – reportérkou, která systematicky informovala o dění v zahraničních lokalitách, často politicky problematických. Intenzivně spolupracovala například s prestižním rozhlasovým pořadem Zápisník zahraničních zpravodajů, kam přispívala reportážemi také z reportérských cest po Íránu, Jižní Afriky nebo Pákistánu.
V roce 2001 odešla do penze – ještě v následujícím roce ale reportovala o dění v intervenovaném Iráku. S rozhlasem kontakt neztratila – v roce 2017 například natočila desetidílné Osudy pro stanici Český rozhlas Vltava.

## Osobní život
V hlavní redakci vysílání do zahraničí potkala Jazairiová svého prvního manžela – iráckého novináře Mufida Jazairiho. Má dva syny – Nisana (1967), který je podnikatel, a Martina (1969), který pracuje jako novinář.
Trvale bydlí ve svém domku na Liberecku, cestuje a píše.

## Vydané knihy
- Sahara všedního dne. [s.l.]: Orbis, 1977. 272 s. Dojmy z alžírské části Sahary, kam autorka podnikla několik cest v letech 1970–1973
- Setkání v buši. [s.l.]: Panorama, 1981. 240 s.
- Cesty za Afrikou. [s.l.]: Panorama, 1987. 264 s.
- Afrikou v protisměru. [s.l.]: Radioservis, 1996. 156 s. ISBN 80-901242-8-3. Z cestování po západní Africe v roce 1985
- Izrael a Palestina, Palestina a Izrael. [s.l.]: Radioservis, 1999. 197 s. ISBN 80-86212-05-X.
- Egypt. [s.l.]: Radioservis, 2001. 288 s. ISBN 80-86212-17-3. Kromě turistických destinací jako pyramidy, Údolí králů, Asuánská přehrada, Suezský průplav autorka popisuje i egyptský venkov.
- V Indii. [s.l.]: Radioservis, 2003. 301 s. ISBN 80-86212-34-3.
- V severní Indii. [s.l.]: Radioservis, 2004. 275 s. ISBN 80-86212-39-4. Navazuje na předchozí knihu a popisuje místa jako Ganga, Kašmír, Ladak, Himálaj, Rádžasthán či Dillí.
- Cestou hvězdy. [s.l.]: Radioservis, 2005. 221 s. ISBN 80-86212-43-2. Reportáž z 800 km dlouhé poutní cesty do španělského Santiaga de Compostela
- V jižní Indii. [s.l.]: Radioservis, 2006. 236 s. ISBN 80-86212-49-1.
- Jiná Afrika. [s.l.]: Radioservis, 2008. 304 s.
- 8 511 970 km² Brazílie. [s.l.]: Radioservis, 2010. 225 s. ISBN 978-80-86212-78-4.
- Podél cest. [s.l.]: Radioservis, 2011. 160 s. ISBN 978-80-86212-95-1. Sbírka povídek
- Jediný svět. [s.l.]: Radioservis, 2013. 240 s. ISBN 978-80-87530-26-9. Výběr z dříve nepublikovaných reportáží z Indie, Sýrie, Iráku, Turecka, Zimbabwe i z podhůří Jizerských hor, kde autorka žije
- Před obzorem. [s.l.]: Radioservis, 2015. 204 s. ISBN 978-80-87530-54-2. Autorčiny memoáry vznikly na základě rozhlasového cyklu Osudy.
- Příběhy. [s.l.]: Radioservis, 2016. 224 s. ISBN 978-80-8753-084-9. Autorka popisuje místa tří kontinentů: Kolumbie, Indie, Paříže a Říma.
- Jiná Afrika. [s.l.]: Radioservis, 2018. 304 s. ISBN 978-80-88286-03-5. Rozšíření vydání. Autorka se věnuje zemím severní a západní Afriky (Mali, Senegalu, Alžírsku, Tunisku). Přidána je glosa velvyslankyně Evropské unie v Namibii Jany Hybáškové a úvod napsal afrikanista Luboš Kropáček.[6][7]
- Příběhy z Mexika. [s.l.]: Radioservis, 2018. 220 s. ISBN 978-80-8753-095-5. Příběhy střetů civilizací v Mexiku
- Jmenuji se Figaro. [s.l.]: Radioservis, 2019. 98 s. ISBN 978-80-88286-09-7. Cestování očima psa Figara. Kniha pro děti.[8]
- Z Etiopie a odjinud. [s.l.]: Grada, 2020. 224 s. ISBN 978-80-271-1378-1. O lidech, kteří žijí v jednom světě a mají mnoho společného, ať žijí v Etiopii, na Sardinii, Moravě nebo v Bruselu[9]
- Globalizovaná Indie. [s.l.]: Grada, 2021. 288 s. ISBN 978-80-271-3149-5. Indie prošla od tradičního života bez globalizace k moderní ekonomice s největším růstem. Střední třída bohatne, ale chudoba, znečištění a kontrasty rostou.
- Venkovský zápisník. [s.l.]: Ikar, 2024. 232 s. ISBN 978-80-249-5550-6.